# Бермехо, Бартоломе

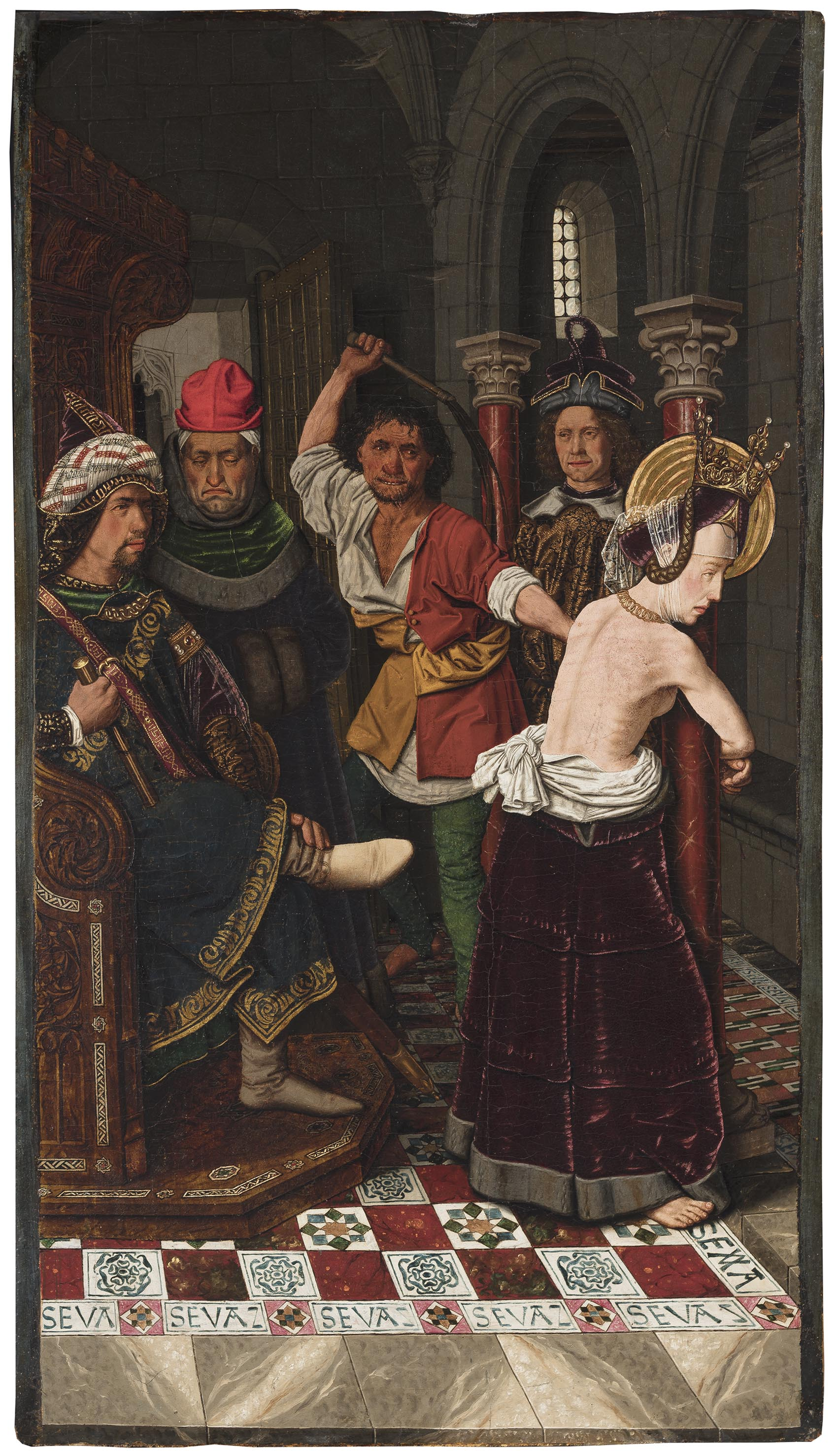
Бичевание святой Энграсии, 1474—1478 года.

Бартоломе́ Берме́хо, также Бартоломе́ де Ка́рденас (исп. Bartolomé Bermejo, Bartolomé de Cárdenas, около 1440, Кордова — около 1498, Барселона) — испанский художник испано-фламандской школы, крупнейший представитель готики в Испании.

## Биография и творчество
Как живописец сложился под влиянием фламандской живописи (Рогир ван дер Вейден, Дирк Боутс, Ян ван Эйк). Работал в основном в королевстве Арагон — Валенсии, Дароке (1474—1477), Сарагосе (1477—1484), где сотрудничал с Мартином Бернатом и Мигелем Хименесом. С 1486 работал в Барселоне, соперничал с Хайме Уге. Его последняя документированная работа — Лик Господень — находится в Соборе Апостола Петра в Вике.

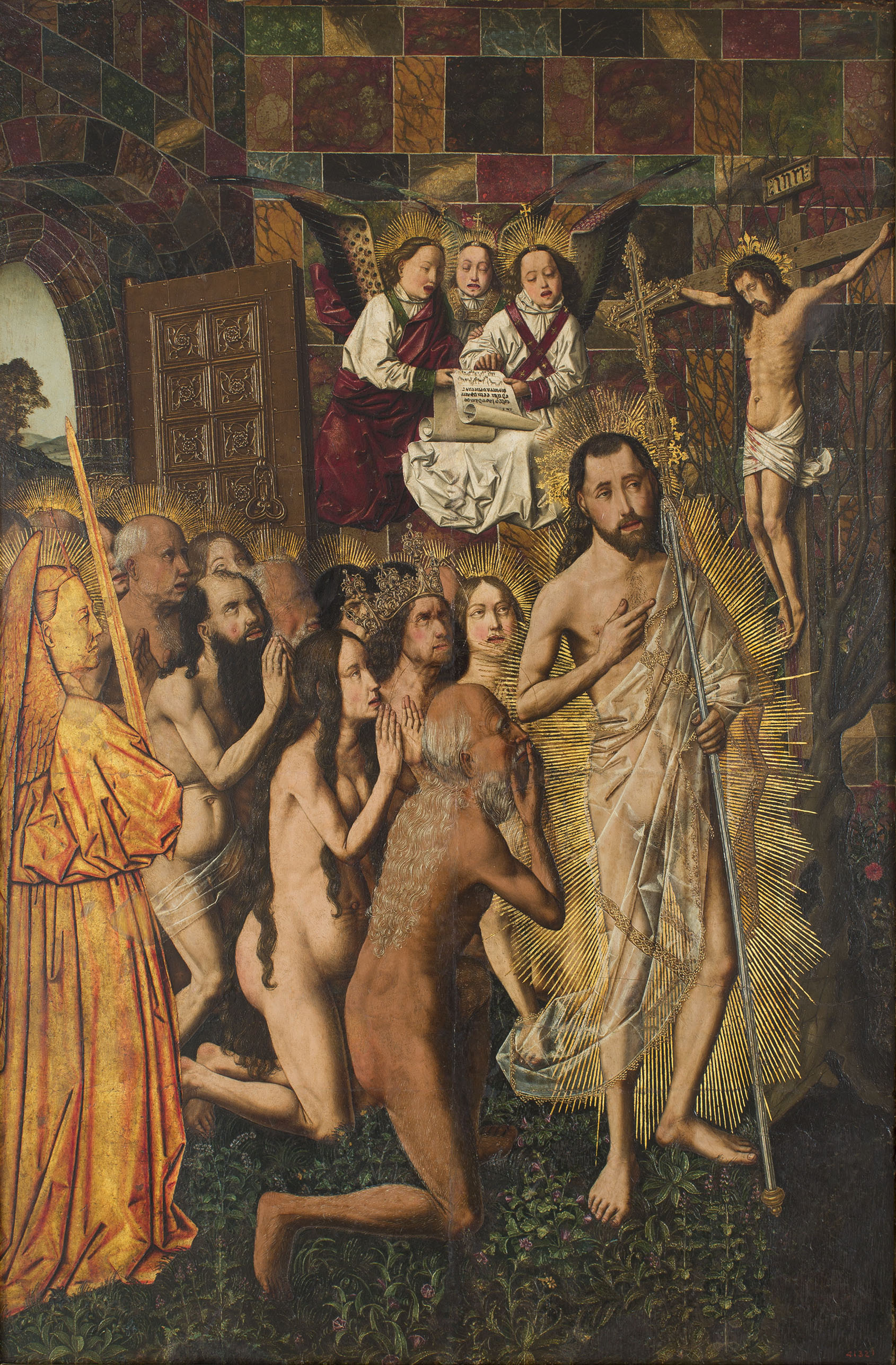
Христос, вводящий патриархов в Рай. Около 1480 года.

## Наследие
На протяжении нескольких столетий игнорировался историками искусства, его открытие произошло в начале XX в. Работы художника находятся в музеях Испании (Сарагоса, Барселона, Гранада, Бильбао), в Лондоне, Берлине, Бостоне, Чикаго.